# ديمتري ايفانوف (لاعب كرة قدم)
ديمتري ايفانوف (بالروسية: Иванов, Дмитрий Игоревич)‏ (و. 1987  م) هو لاعب كرة قدم، من روسيا، ولد في سانت بطرسبرغ، يلعب كلاعب وسط، ومُدَافِع.

## روابط خارجية
- ديمتري ايفانوف على موقع قاعدة بيانات كرة القدم.إي يو (الإنجليزية)
- ديمتري ايفانوف على موقع Soccerway.com (الإنجليزية)